# Малий модульний реактор
Мали́й мо́дульний реа́ктор (англ. Small modular reactors, SMR) —  мініпристрій, призначений для організації керованої самопідтримуваної ланцюгової реакції поділу, яка завжди супроводжується виділенням енергії. Виготовляються за модульним принципом, з урахуванням пасивної ядерної безпеки.
Існує кілька конструкцій SMR, починаючи від зменшених версій існуючих конструкцій до цілком нових реакторів IV покоління. Інженерами запропоновані пристрої:
- на теплових нейтронах (VHTR)
- на швидких нейтронах
- на швидких нейтронах з натрієвим носієм
- на розплавах солі (MSR)
- подвійний рідинний реактор[en]
- реактор з надкритичною водою
- реактор на швидких нейтронах зі свинцевим теплоносієм
- і реактори з газовим охолодженням.

Основною перешкодою для комерційного використання є ліцензування, оскільки поточні регуляторні режими адаптовані до звичайних атомних електростанцій. SMR відрізняються між собою щодо штатного розкладу, безпеки та часу розгортання. Час ліцензування, вартість та ризик є критично важливими елементами для успіху SMR.

## Застосування
SMR-реактори мають набагато менший розмір, наприклад, SMR-реактор Rolls-Royce займає 40 000 м2 замість 400 000 м2 для традиційної установки.
Утримання мініреакторів більш ефективне, більш гнучке, їх не потрібно підключати до місцевої електромережі.
Потреби в електроенергії у віддалених важкодоступних місцях, як правило, невеликі та мінливі. SMR можуть забезпечити живлення великих споживачів енергії (судна або виробничі потужності). Віддалені місця можуть мати труднощі з пошуком ефективних, надійних джерел енергії. Через відсутність кваліфікованого персоналу, який недоступний у віддалених районах, SMR повинні бути по суті безпечними. Великі електростанції виробляють стільки енергії, що для розподілу своєї продукції їм потрібна велика мережа. SMR мають конструкцію, що відповідає навантаженню, так що коли вимоги до електроенергії низькі, вони можуть виробляти менше електроенергії.
Багато SMR призначені для втілення нових паливних ідей, що дозволяють збільшити вигорання та збільшити паливні цикли. Більші інтервали заправки можуть зменшити ризики розповсюдження та зменшити шанси виходу радіації з утримання. Для реакторів у віддалених районах доступність може стати проблемою, тому довший термін служби палива може бути корисним.

## Експлуатація

### Канада
У 2018 році канадська провінція Нью-Брансвік оголосила, що інвестує 10 мільйонів доларів для залучення досліджень SMR до Нью-Брансвіка з потенційним майданчиком для демонстраційного проекту на атомній електростанції Пойнт Лепрі. Пізніше було оголошено, що прихильники SMR передові концепції реакторів та Moltex відкриють офіси в Нью-Брансвіку з потенціалом розвитку майданчиків у Лепрі.
1 грудня 2019 року прем'єри Онтаріо, Нью-Брансвік і Саскачеван підписали меморандум про взаєморозуміння «зобов'язуючись співпрацювати над розробкою та розміщенням інноваційних, універсальних та масштабованих ядерних реакторів, відомих як Малі модульні реактори (SMR)».  Пізніше до них приєдналася Альберта в серпні 2020 року.

### Китай
У липні 2019 року Китайська національна ядерна корпорація оголосила, що до кінця року розпочне демонстрацію SMP ACP100 на північно-західній стороні діючої АЕС Чанцзян.
7 червня 2021 року будівництво демонстраційного малого модульного реактора ACP100 в Чанцзяні в провінції Хайнань було схвалено Комісією з національного розвитку та реформ Китаю.
У липні 2021 року Китайська національна ядерна корпорація (CNNC) розпочала будівництво першого комерційного наземного ядерного проекту з використанням доморощеної конструкції малого модульного реактора (LR).

### Об'єднане Королівство
У 2016 році повідомлялося, що уряд Великої Британії проводив оцінку місць для розміщення ЗПР в Уельсі — включаючи колишню атомну електростанцію Травсфінідд — і на місці колишніх атомних електростанцій або вугільних електростанцій у Північній Англії. Існують ядерні об'єкти, включаючи Бредвелл, Гартлпул, Хейшем, Олдбері, Сізвелл, Селлафілд та Вайльфу.  Цільова вартість одиниці SMR Rolls-Royce [Архівовано 26 лютого 2022 у Wayback Machine.] потужністю 440 МВт становить 1,8 млрд. фунтів стерлінгів для п'ятого побудованого блоку. У 2020 році повідомлялося, що Rolls-Royce планує побудувати до 16 SMR у Великій Британії. У 2019 році компанія отримала 18 мільйонів фунтів стерлінгів, щоб розпочати проектування модульної системи, а ВВС стверджує, що уряд виділить додаткові 200 мільйонів фунтів стерлінгів для проекту в рамках свого зеленого плану відновлення економіки.

### Польща
Польська хімічна компанія Synthos заявила про плани розміщення реактора Hitachi BWRX-300 (300 МВт) у Польщі до 2030 року. Техніко-економічне обґрунтування проекту було завершено в грудні 2020 року, а процес ліцензування розпочато з Польським національним агентством з атомної енергії.

### США
У грудні 2019 року Державна адміністрація штату Теннессі отримала дозвіл на отримання дозвільного дозволу на місцевість (ESP) Комісією з ядерного регулювання для потенційного розміщення СМР на своєму місці на річці Клінч у штаті Теннессі. Цей ESP діятиме до 20 років і будується з урахуванням безпеки майданчика, захисту довкілля та готовності до надзвичайних ситуацій. TVA не зробила вибір технологій, тому цей ESP застосовується до будь-якої конструкції SMR реактора з легкою водою, що розробляється в Сполучених Штатах.
UAMPS зі штату Юта оголосила про партнерство з об'єднаною енергетичною агенцією Північного Заходу для вивчення та розміщення реактора NuScale в Айдахо.
АЕС в місті Галіні (штат Аляска) було запропоновано установку мікро ядерного реактора, призначеної для зниження витрат і забруднення навколишнього середовища. Це стало потенційним розгортанням реактора Toshiba 4S (у СРСР існував проєкт-аналог — реактор «Єлена»).
На початку лютого 2025 року було повідомлено, що американська атомна енергетична компанія Westinghouse Electric Company розробляє інноваційний мікрореактор eVinci — мікромодульний реактор нового покоління для віддалених децентралізованих додатків. Його невеликий розмір забезпечує транспортабельність та швидке розгортання на місці на відміну від установок, що потребують великих обсягів будівництва. eVinci може виробляти 5 МВт із конструкцією активної зони 15 МВт. Активна зона реактора розрахована працювати протягом восьми чи більше років повної потужності до перезарядки.
У травні 2025 року компанія TAE Technologies, Inc. (штат Каліфорнія) заявила про створення нового компактного реактора термоядерного синтезу Norm, який на 50 % дешевший і значно менший, ніж попередній прототип Norman. Це стало можливим завдяки відмові від громіздких елементів, таких як довгі кварцові трубки для плазмового збудження. Зібрані дані стануть основою для створення наступної моделі Copernicus, а вже після неї — комерційного зразка Da Vinci. Новий підхід заснований на зворотній конфігурації поля FRC (“Field-Reversed Configuration”), що дозволяє плазмі самостійно утворювати утримуюче поле. Завдяки цьому виключається необхідність у масивних магнітних котушках, а конструкція стає лінійною й значно простішою. Реакція розпочинається інжекцією електронейтрального пучка високоенергетичних іонів водню у плазму, де вони реіонізуються і генерують внутрішні тороїдальні струми, які підтримують необхідне магнітне поле.
В липні 2025 року Міністерство енергетики США схвалило тестування інноваційних ядерних мікрореакторів, що мають компактні розміри — приблизно такі, як трейлер. Два проєкти — eVinci від компанії Westinghouse Electric Company і Kaleidos від Radiant — були обрані для участі в першій у світі випробувальній програмі DOME. Вказані тести пройдуть на базі Національної лабораторії Айдахо (Idaho National Laboratory).

### Україна
Згідно повідомлення пресслужби Міністерства енергетики України від 8 квітня 2023 року, енергетичні відомства України та США, разом, за ініціативою Net Zero World, розпочали готувати програму співпраці щодо розвитку українського енергетичного сектору. Програма передбачатиме співпрацю у розвитку систем передачі електроенергії та будівництва в Україні малих модульних реакторів. В «Енергоатомі» уточнили, що угода з американською компанією Holtec International передбачає будівництво в Україні до 20 реакторів SMR-160, реалізацію першого пілотного проєкту і вихід на мінімальну регульовану потужність та підключення їх до мережі до березня 2029 року. «Енергоатом» та британська компанія Rolls-Royce SMR також підписали Меморандум про взаєморозуміння, який надасть можливості для майбутньої співпраці щодо відновлення України шляхом розгортання малих модульних реакторів.
На початку червня 2023 року, керівництво відділу Energy Systems американської компанії Westinghouse повідомило, що Україна може стати першою країною, де ядерна компанія розпочне будівництво першого малого модульного реактора (ММР) AP300.
В грудні 2024 року Держдепартамент США виділив Науково-дослідному інституту електроенергетики (EPRI, США) і кільком виконавцям, що підтримують програму, грант в $15 млн на розробку документації для будівництва малих модульних ядерних реакторів (ММР) на майданчиках теплових електростанцій України.